# Финал на Шампионската лига 2009
Финалът на Шампионската лига 2009 е футболен мач, който се провежда в сряда, 27 май 2009 г., между испанския ФК Барселона и английския ФК Манчестър Юнайтед на Стадио Олимпико в италианската столица Рим. Мачът се провежда за да определи победителя на сезон 2008/09 в Шампионската лига, най-големия европейски клубен турнир. Преди този мач Барселона са печелили титлата 2 пъти, докато Юанйтед, който е шампион от миналия сезон, играе за 4-та титла.
Барселона започва от плейофния кръг в квалификациите, където отстранява полския Висла Краков.
Барселона е в група C заедно с Спортинг Лисабон, Шахтьор Донецк и ФК Базел и завършва на първо място.
В групите Юнайтед е в група E заедно с Виляреал КФ, Олбор Фодболд и ФК Селтик и завършва на първо място.
Барса се справят с Олимпик Лион, Байерн Мюнхен и Челси, а Юнайтед отстраняват Интер, Порто и Арсенал по пътя към финала.

## Детайли
| 27 май 2009 21:45 |

| Барселона          | 2 – 0  | Манчестър Юнайтед |
| ------------------ | ------ | ----------------- |
| Ето'о 10' Меси 70' | Доклад |                   |

| Стадио Олимпико, Рим 62 467 зрители Съдия: Масимо Бусака |